# Fusk

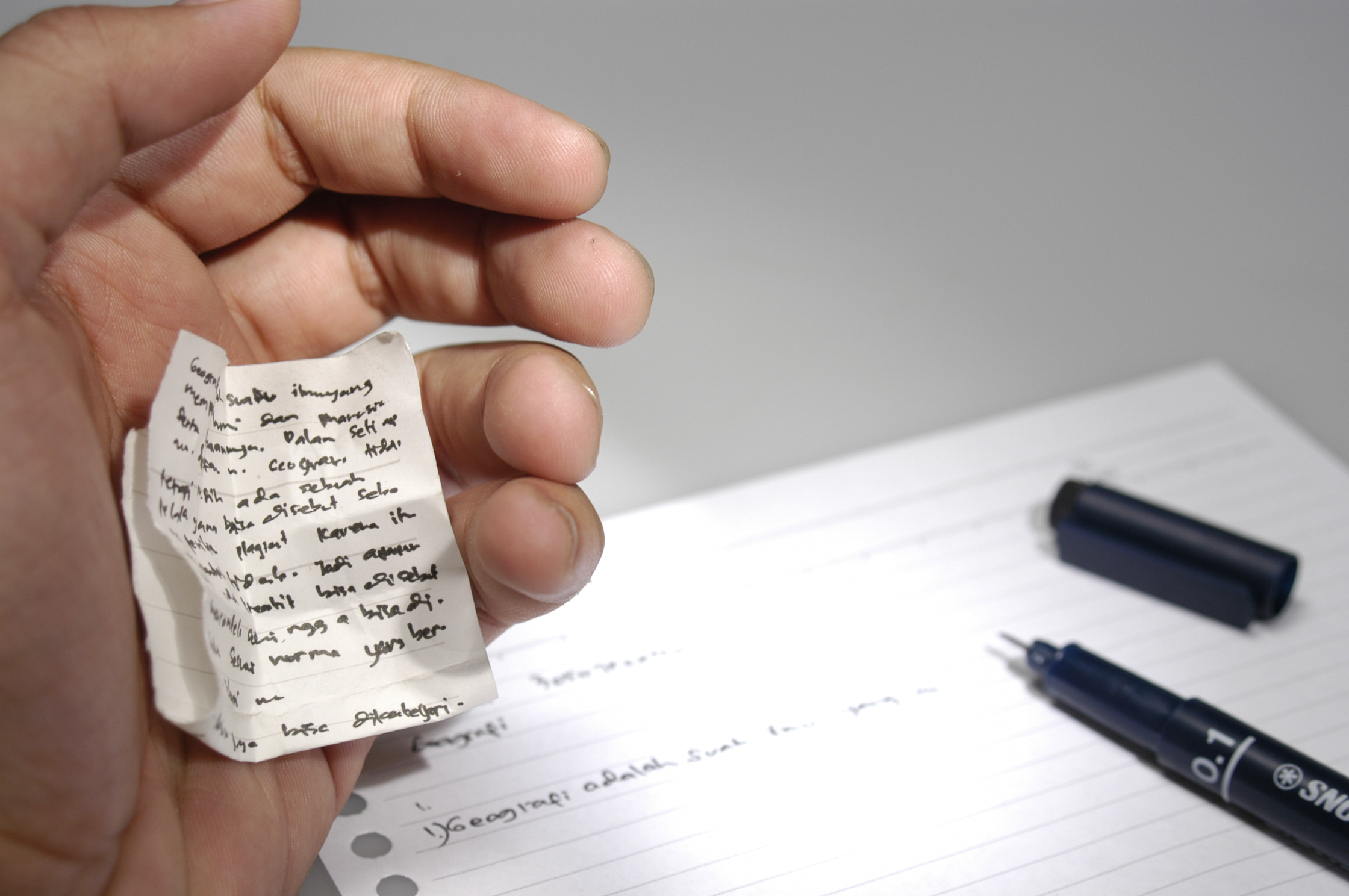
En person som använder fusklapp vid ett prov

Fusk är metoder för att skaffa sig otillåtna fördelar på sätt som bryter mot skrivna eller oskrivna regler, till exempel i spel, examination av studier, eller näringsliv. För många typer av fusk finns etablerade straff för att göra fusk olönsamt.
Fusk är per definition otillåtet men vissa former skapar mer publicitet än andra. Inom idrotten anses dopning vara mycket allvarligt, och för de offentliga finanserna är skatte- och bidragsfusk allvarliga problem.

## Typer av fusk

### Valfusk
Det finns flera sätt att skaffa sig otillåtna fördelar under Val, från sådant som kan betraktas som valtaktik (till exempel att sprida falska rykten om motståndare) till att rigga själva röstningsförfarandet. Med tanke på hur allvarliga konsekvenserna kan bli om ett valresultat bygger på fusk används ofta internationella valobservatörer, då valresultatet kan antas ifrågasättas. Valen i rättsstater ordnas ofta så att risken för fusk skall kunna minimeras, exempelvis genom noggrann dokumentation och så att valfunktionärer företräder olika politiska grupper.

### Fusk i skolan

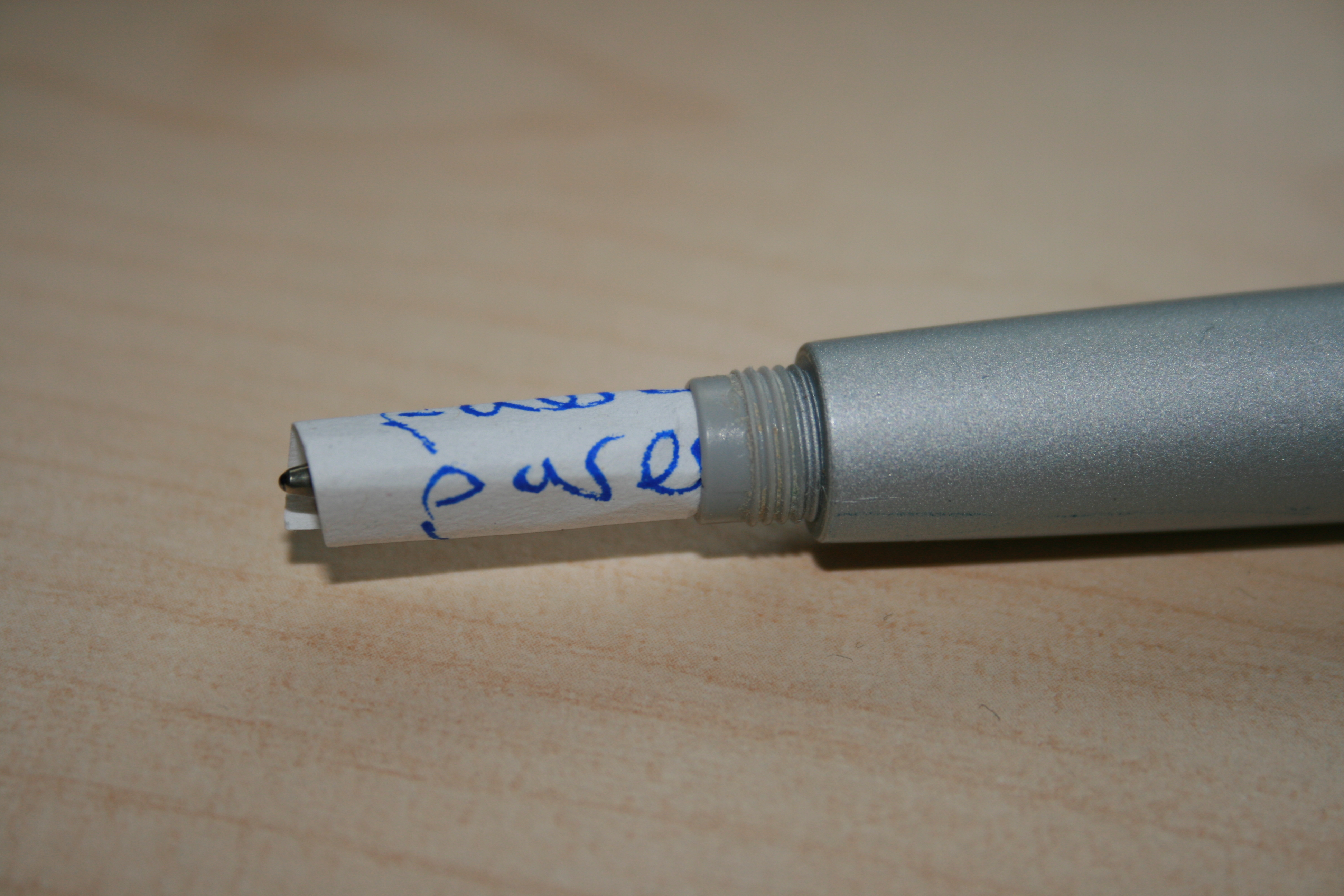
Fusklapp

En fusklapp eller luntlapp är en olovlig anteckning skriven på en papperslapp, som används vid examination, vanliga prov, tävlingar etc. i syfte att förbättra sitt personliga eller det egna lagets resultat. En fuskanteckning har samma innebörd, men kan vara skriven på annat än en papperslapp, exempelvis handflatan, skolbänken eller ett klädesplagg. Man kan också lunta genom att snegla på grannens svar. Ofta brukar lärare/personal övervaka skrivningar.
I takt med den tekniska utvecklingen har fusklapparna delvis ersatts av exempelvis mobiltelefoner och MP3-spelare. En fuskmetod är att spela in en ljudfil med informationen. Små mobiltelefoner kan lätt gömmas i fickorna.
Vid studier kan plagiat på uppsatser upptäckas med verktyg för plagiatkontroll, och kan vid högskolestudier resultera i att lärosätets disciplinnämnd beslutar om relegering några månader. Även fusk med lappar och dylikt tenderar att leda till avstängningar/disciplinåtgärder.

### Fusk inom hasardspel
Fusk inom hasardspel går ut på att på otillbörliga sätt få överhanden mot motspelare eller mot kasinot man spelar på. I poker och andra kortspel kan korten manipuleras av en skicklig fuskare. Fusk förekommer även i andra hasardspel, som roulette och craps där det innebär riggad utrustning som magneter, utbytta roulettehjul eller tärningar.

### Fusk inom sport
Doping är en typ av fusk som ger utövaren fördelar.
I många sporter handlar fusk om att överlista domarna. Till exempel inom fotboll kan en spelare falla medvetet, så kallad filmning, för att försöka få domaren att döma frispark eller straffspark till det egna laget eller varna motspelarna.

### Fusk inom datorspel
Fusk inom datorspel är en funktion som ofta medvetet möjliggjorts av utvecklaren. Fusk är ofta koder eller fuskprogram som kan ge spelfigurer extra styrkor eller påverka hur spelbanan ser ut. Ett exempel på ett känt datorspelsfusk är Konamikoden. En mer avancerad variant av fusk i spel som är distribuerade över flera datorer är förändringar av spelets programkod på den egna datorn för att dra nytta av information som klienten känner till men inte förmodas delge spelaren, till exempel wallhack som tillåter spelaren att se sina motståndare genom väggar.